# ヤズカ・タカーミィ
ヤズカ・タカーミィは、タイトーのコンピューターゲーム『ダライアス』シリーズに登場する敵キャラクター。

## 特徴
ダライアスシリーズ全作に登場し、四角い空洞型キューブの内部に脳のような球型コアを血管のようなパイプで外部に繋げたような形状の敵で、主に4機編成でボス戦が長引いた時に永久パターン防止キャラとして登場する。
名称は当ゲームデザイナーの「三方一哉」の名前を、ゲームの地上敵などのザコキャラ名称と同様にさかさまで読んだもの。攻略本などでは単純に「ヤズカ」と呼ぶ場合もある。

## 能力
『ダライアス』ではボスとの戦いが長引くと、上下の地形からいきなりシルバーホークの近くに飛び出し、円を描きながら浮遊してくる。地形内から現れた時には、地形を貫通するウェーブであっても攻撃は当たらない。浮遊して自機に纏わりつくように動き始めた時にようやく破壊できる。
浮遊時になった時にも上下地形に隠れる事もあるが、この時は既に破壊可能。しかし倒しても倒してもいくらでも出現し、ボスとの戦いに於いて攻撃と回避の障害となる他、ヤズカの妨害に加えてボス本体からの攻撃も続行される訳なので、ボスによっては辛い戦いを強いられる事となる。
初めは浮遊して妨害する以外は何もしてこないが、時間が経つと破壊した時、ボスが出す赤色の弾を撃ち返してくるようになり、それを回避していても、やがて回避不能な程に弾速がどんどん速くなっていく。そしてボス戦で登場しても、そこでミスした場合（二人同時プレイ時は別）と、ボスを倒せば消滅する。
シリーズによっては性質が異なり、『ダライアスII』と、スーパーファミコンソフトの『ダライアスフォース』では破壊不可能。同じくスーパーファミコンソフトの『ダライアスツイン』では、例外的に倒すとパワーアップアイテムをくれるが、多くの場合はボス戦で長引いた時の永久パターン防止用として、シリーズに欠かせない存在となっている敵キャラクターである。

## 登場作品
全シリーズに登場するが、『ダライアスツイン』やゲームボーイソフトの『サーガイア』のように、形状は同じでも、性質が異なる場合もあるが、アーケード全作品では大抵ボス戦が長引いた場合のお邪魔キャラとなっている。

### ダライアス
全ゾーンのボス戦で長引いた時に登場。ハイスコアを目指すプレイヤーは、ボスに応じてヤズカ・タカーミィを出現させて、それを破壊して点数を稼ぐ場合がある。

### ダライアスII
Iと同じく、ボス戦が長引いた時に登場するが、数が少なく、3体ほどしか現れない。しかし無敵キャラとなっていて、自機を囲むように円運動し、弾を撃ってくるので、その回避はとても困難な上に、破壊不可能な事でIよりも嫌な相手となっている。

### ダライアスツイン
全作品中唯一ボス戦では登場せず、ステージ道中で6機編隊で登場する。攻撃してくる事は無く、全滅させるとパワーアップアイテムを落としてくれるので、シリーズで唯一ありがたいキャラとなっている。

### サーガイア
ボス戦が長引いた場合ではなく、ステージ4とステージ8のボスステージ途中で登場。3機で登場し、動きは業務用に近い円運動。上下だけでなく、前と後ろからも登場する場合がある。

### ダライアスフォース
2体で登場。ダライアスIIと同じく、無敵キャラとなっていて、性質もIIに近く、嫌らしい存在。

### ダライアス外伝
『ダライアス外伝』での性質はIに近いが、Iよりも数多く登場。破壊可能だが、当たるとショットの弾道が止められ、貫通力のあるウェーブショットでも貫通出来ずに止められてしまうので、更に攻撃の障害性質が増している。

### Gダライアス
『Gダライアス』ではR（レイ）・ヤズカ・タカーミィで同じくボス戦が長引いた時に登場。ステージ1〜4では3分、ステージ5では6分後の登場。
金色のαビームを無効化するソリドナイト装甲で包まれている。その為αビームが効かない上に、ボスに撃ちこむ場合にも障害となる上、破壊できるとはいえ、ソリドナイト製故に通常武器しか効果が無い。

### ダライアスバースト
PSPの『ダライアスバースト』でも登場。色は銀色で、直線的に連なって登場する。耐久度が高く、自機に向かって高速で突撃してくる上に自機狙いの高速弾も撃ってくるので、本作でも厄介な相手である事に変わりは無い。

### ダライアスバースト アナザークロニクル
ダライアスバーストのアーケード版である『ダライアスバースト アナザークロニクル』ではボス戦にて、時間切れによるボスの自爆が迫ってくるとPSP版同様に直線的に連なって登場する。
PSP版のものと比べて、耐久度が大幅に下げられている上に、移動速度と撃たれる弾の速度がゆっくりになっており、性質がとても穏やかになっている。その為、本作においては厄介なお邪魔キャラではなく、ボスの自爆が近い事を知らせる時報のような存在となっている。更に一部のボスでは一度も登場することもなくボスが自爆を迎えてしまう事もある。

### バブルシンフォニー
バブルボブルシリーズの『バブルシンフォニー』にて、ワールドE「SUN"A"ZONE」のザコモンスターとして登場する。